# Jean d'Espinay (chevalier)
Ne doit pas être confondu avec Jean d'Espinay (évêque).
Jean II d'Espinay, comte de Durtal (Duretal), né en 1528, à Champeaux et mort le 9 décembre 1591, est un homme de guerre et chevalier de l'ordre de Saint-Michel.

## Famille
Fils de Guy III d'Espinay et de Louise de Goulaine, il a notamment pour frère Charles d'Espinay, poète et evesque de Dol.
Il épouse Marguerite de Scépeaux, comtesse de Durtal, fille de François de Scépeaux, Maréchal de Vieille-Ville.

## Biographie
Jean d'Espinay étudia à Paris en philosophie, en géométrie et en astrologie. Il servit sous 5 rois de France : Henri II ; François II ; Charles IX ; Henri III et Henri IV. Il fut nommé chambellan du roi de France Henri II, puis capitaine de compagnie de cavalerie légère et sénéchal d'Albi et de Castres. Il s'illustra au siège de Thionville, aux batailles de Saint-Denis, de Jarnac et de Moncontour, durant les années 1568-1569. C'est Charles IX qui pour le récompenser de ses services le fait chevalier de l'Ordre de Saint-Michel, et Henri III qui érige ses seigneuries d'Espinay en marquisat en 1576.